# Wim van den Bergh
Wilhelm van den Bergh (19 juli 1931 – 1998) was een Nederlands voetbaldoelman.
Van den Bergh speelde in de jaren vijftig voor SC Emma. Verder kwam hij uit voor DOS. Hij was daarin tot het seizoen 1957-1958 de vaste keeper, maar werd naar de bank verwezen door de komst van Frans de Munck, een veelvoudig international die voor een recordbedrag was aangekocht. Als reservekeeper behaalde Van den Bergh dat seizoen met DOS het landskampioenschap.  In juli 1958 werd Van den Bergh op de transferlijst gezet. Dat leverde geen transfer op. In oktober 1958 werd hij lid van Elinkwijk, in de hoop dat hij het daaropvolgende seizoen bij die club zou kunnen spelen, als opvolger van de legendarische Piet Kraak. In 1959 vertrok echter hij naar Enschedese Boys, dat uitkwam in de tweede divisie. Met deze club promoveerde hij naar de eerste divisie. Inmiddels onderhandelden de Boys met Piet Kraak over diens komst naar Enschede. Toen dat op niets uitliep, werd de plaats van Van den Bergh ingenomen door Leen van der Brink van de Utrechtse amateurvereniging Hercules. Wim van den Bergh is de jongere broer van Dirkjan van den Bergh, die ook bij SC Emma heeft gekeept.